# Tonnoiria tasmaniae
Tonnoiria tasmaniae är en insektsart som beskrevs av Victor Lallemand 1954. Tonnoiria tasmaniae ingår i släktet Tonnoiria och familjen spottstritar. Inga underarter finns listade i Catalogue of Life.